# Sport Club Fortuna Köln 1993-1994
Questa voce raccoglie le informazioni riguardanti lo Sport Club Fortuna Köln nelle competizioni ufficiali della stagione 1993-1994.

## Stagione
Nella stagione 1993-1994 il Fortuna Colonia, allenato da Hannes Linßen, concluse il campionato di 2. Bundesliga al 15º posto. In Coppa di Germania il Fortuna Colonia fu eliminato al secondo turno dal Friburgo.

## Rosa
| N. |                     | Ruolo | Calciatore          |
| -- | ------------------- | ----- | ------------------- |
|    | Polonia (bandiera)  | P     | Adam Matysek        |
|    | Germania (bandiera) | P     | Wolfgang Wiesner    |
|    | Germania (bandiera) | D     | Dirk Hupe           |
|    | Germania (bandiera) | D     | André Köhler        |
|    | Germania (bandiera) | D     | Matthias Mink       |
|    | Germania (bandiera) | D     | Nico Niedziella     |
|    | Germania (bandiera) | D     | Jürgen Radschuweit  |
|    | Germania (bandiera) | D     | Hans-Jörg Schneider |
|    | Ghana (bandiera)    | C     | Charles Akonnor     |
|    | Germania (bandiera) | C     | Andreas Brandts     |
|    | Germania (bandiera) | C     | Dirk de Wit         |

| N. |                      | Ruolo | Calciatore        |
| -- | -------------------- | ----- | ----------------- |
|    | Germania (bandiera)  | C     | Stefan Ertl       |
|    | Germania (bandiera)  | C     | Michael Golchert  |
|    | Germania (bandiera)  | C     | Frank Klemmer     |
|    | Germania (bandiera)  | C     | Dirk Lottner      |
|    | Germania (bandiera)  | C     | Martin Luhr       |
|    | Germania (bandiera)  | C     | Jürgen Niggemann  |
|    | Germania (bandiera)  | C     | Matthias Stammann |
|    | Danimarca (bandiera) | C     | Jacob Svinggaard  |
|    | Danimarca (bandiera) | A     | Mikkel Beck       |
|    | Germania (bandiera)  | A     | René Deffke       |
|    | Germania (bandiera)  | A     | Roy Präger        |

## Organigramma societario
Area tecnica
- Allenatore: Hannes Linßen
- Allenatore in seconda:
- Preparatore dei portieri:
- Preparatori atletici:

## Calciomercato

### Sessione estiva
| Acquisti | Acquisti           | Acquisti               | Acquisti |
| R.       | Nome               | da                     | Modalità |
| -------- | ------------------ | ---------------------- | -------- |
| C        | Matthias Stammann  | Bayer Leverkusen       |          |
| A        | Mikkel Beck        | B 1909                 |          |
| C        | Dirk de Wit        | Fortuna Colonia II     |          |
| C        | Stefan Ertl        | Borussia M'gladbach    |          |
| C        | Frank Klemmer      | SV Victoria 11 Colonia |          |
| P        | Adam Matysek       | Śląsk Breslavia        |          |
| D        | Nico Niedziella    | Havelse                |          |
| D        | Jürgen Radschuweit | Bayer Leverkusen       |          |
| C        | Jacob Svinggaard   | B 1909                 |          |
| P        | Wolfgang Wiesner   | Stahl Brandeburgo      |          |

| Cessioni | Cessioni         | Cessioni               | Cessioni |
| R.       | Nome             | a                      | Modalità |
| -------- | ---------------- | ---------------------- | -------- |
| A        | Volker Röhrich   | Arminia Bielefeld      |          |
| D        | Willi Kronhardt  | Eintracht Braunschweig |          |
| C        | Peter Seufert    | Eintracht Treviri      |          |
| A        | Bernhard Winkler | Monaco 1860            |          |
| P        | Uwe Zimmermann   | Wolfsburg              |          |

### Sessione invernale
| Acquisti | Acquisti | Acquisti | Acquisti |
| R.       | Nome     | da       | Modalità |
| -------- | -------- | -------- | -------- |

| Cessioni | Cessioni | Cessioni | Cessioni |
| R.       | Nome     | a        | Modalità |
| -------- | -------- | -------- | -------- |

## Risultati

### 2. Bundesliga

#### Girone di andata
| Arbitro: | Kasper |

|             |           |                  |
| Kirsten 51’ | Marcatori | 15’ (aut.) Barth |

| Arbitro: | Strigel |

|                        |           |  |
| Akonnor 26’ Deffke 74’ | Marcatori |  |

| Arbitro: | Dellwing |

|            |           |                           |
| Maciel 90’ | Marcatori | 53’ Svinggaard 68’ Präger |

| Arbitro: | Krug |

|  |           |             |
|  | Marcatori | 17’ Meißner |

| Arbitro: | Fröhlich |

|                                       |           |                  |
| Thoben 5’, 65’ Sievers 21’ Helmer 42’ | Marcatori | 20’, 58’ Akonnor |

| Colonia 28 agosto 1993, ore 15:30 CEST 6ª giornata | Fortuna Colonia | 0 – 0 referto | Hansa Rostock | Südstadion (1 500 spett.)\| Arbitro: \| Kiefer \| |
| Arbitro:                                           | Kiefer          |               |               |                                                   |

| Arbitro: | Weise |

|                                        |           |  |
| Margref 14’ Geszlecht 55’ Lipinski 79’ | Marcatori |  |

| Arbitro: | Fandel |

|                           |           |                      |
| Deffke 38’ Svinggaard 88’ | Marcatori | 21’ (aut.) Niggemann |

| Arbitro: | Hofmann |

|  |           |            |
|  | Marcatori | 64’ Deffke |

| Arbitro: | Scheuerer |

|               |           |                       |
| Schneider 51’ | Marcatori | 26’ Buvač 83’ Zampach |

| Arbitro: | Wagner |

|  |           |                           |
|  | Marcatori | 9’ Lottner 59’ Svinggaard |

| Arbitro: | Albrecht |

|                                                                         |           |                                          |
| Radschuweit 15’ Beck 18’, 60’ Svinggaard 30’ Deffke 35’, 70’ Präger 65’ | Marcatori | 34’ Lust 40’, 77’ Stickroth 85’ Savichev |

| Arbitro: | Fröhlich |

|                  |           |                 |
| Winkler 17’, 51’ | Marcatori | 26’ Radschuweit |

| Arbitro: | Leimert |

|            |           |                            |
| Deffke 41’ | Marcatori | 31’ Wegmann 38’ Guðjónsson |

| Arbitro: | Hauer |

|           |           |                      |
| Klein 22’ | Marcatori | 2’ Deffke 26’ Präger |

| Arbitro: | Holz |

|          |           |                        |
| Beck 89’ | Marcatori | 26’ Driller 75’ Gronau |

| Arbitro: | Amerell |

|  |           |                             |
|  | Marcatori | 78’ Radschuweit 82’ Lottner |

| Arbitro: | Kiefer |

|                       |           |                        |
| Penzel 28’ Molata 31’ | Marcatori | 18’ Lottner 83’ Deffke |

| Arbitro: | Hofmann |

|                |           |                            |
| Niedziella 45’ | Marcatori | 48’ Rohde 55’, 77’ Demandt |

#### Girone di ritorno
| Colonia 20 febbraio 1994, ore 15:00 CET 20ª giornata | Fortuna Colonia | 0 – 0 referto | Waldhof Mannheim | Südstadion (1 700 spett.)\| Arbitro: \| Pohlmann \| |
| Arbitro:                                             | Pohlmann        |               |                  |                                                     |

| Arbitro: | Fleischer |

|                     |           |            |
| Reich 14’ Holze 82’ | Marcatori | 73’ Deffke |

| Arbitro: | Wagner |

|                        |           |              |
| Deffke 13’ Lottner 41’ | Marcatori | 55’ Mushinka |

| Arbitro: | Kuhne |

|          |           |  |
| Veit 78’ | Marcatori |  |

| Arbitro: | Fux |

|                 |           |              |
| Radschuweit 29’ | Marcatori | 8’ Rauffmann |

| Arbitro: | Frey |

|              |           |            |
| Zallmann 61’ | Marcatori | 42’ Deffke |

| Arbitro: | Wippermann |

|  |           |             |
|  | Marcatori | 58’ Dondera |

| Stoccarda 6 aprile 1994, ore 17:45 CEST 27ª giornata | Kickers Stoccarda | 0 – 0 referto | Fortuna Colonia | Waldau-Stadion (3 659 spett.)\| Arbitro: \| Brandt-Chollé \| |
| Arbitro:                                             | Brandt-Chollé     |               |                 |                                                              |

| Arbitro: | Fischer |

|                                |           |               |
| Beck 26’ Präger 82’ Deffke 84’ | Marcatori | 45’ Tretschok |

| Arbitro: | Wiesel |

|  |           |                                    |
|  | Marcatori | 11’ Stammann 32’ de Wit 90’ Deffke |

| Arbitro: | Schäfer |

|                         |           |             |
| Beck 15’, 26’, 81’, 88’ | Marcatori | 21’ Weiland |

| Arbitro: | Koop |

|                                        |           |            |
| Lust 17’ Savichev 49’ Wynalda 73’, 78’ | Marcatori | 22’ de Wit |

| Colonia 6 maggio 1994, ore 20:00 CEST 32ª giornata | Fortuna Colonia | 0 – 0 referto | Monaco 1860 | Südstadion (5 000 spett.)\| Arbitro: \| Müller \| |
| Arbitro:                                           | Müller          |               |             |                                                   |

| Arbitro: | Prengel |

|             |           |  |
| Wegmann 23’ | Marcatori |  |

| Arbitro: | Ratzek |

|                                     |           |  |
| Lottner 8’ Schneider 65’ Präger 75’ | Marcatori |  |

| Arbitro: | Kiefer |

|                                  |           |                          |
| Scharping 5’ Hjelm 13’ Marin 23’ | Marcatori | 21’ de Wit 60’ Niggemann |

| Arbitro: | Domurat |

|  |           |             |
|  | Marcatori | 58’ Steffen |

| Arbitro: | Kasper |

|            |           |           |
| Deffke 40’ | Marcatori | 81’ Weber |

| Arbitro: | Albrecht |

|           |           |            |
| Ogris 16’ | Marcatori | 84’ Präger |

### Coppa di Germania
| Arbitro: | Fux |

|                                     |           |             |
| Todt 11’ Burić 37’, 39’ Cardoso 66’ | Marcatori | 48’ Brandts |

## Statistiche

### Statistiche di squadra
| Competizione      | Punti | In casa | In casa | In casa | In casa | In casa | In casa | In trasferta | In trasferta | In trasferta | In trasferta | In trasferta | In trasferta | Totale | Totale | Totale | Totale | Totale | Totale | DR |
| Competizione      | Punti | G       | V       | N       | P       | Gf      | Gs      | G            | V            | N            | P            | Gf           | Gs           | G      | V      | N      | P      | Gf     | Gs     | DR |
| ----------------- | ----- | ------- | ------- | ------- | ------- | ------- | ------- | ------------ | ------------ | ------------ | ------------ | ------------ | ------------ | ------ | ------ | ------ | ------ | ------ | ------ | -- |
| 2. Bundesliga     | 36    | 19      | 7       | 5       | 7       | 29      | 22      | 19           | 6            | 5            | 8            | 24           | 27           | 38     | 13     | 10     | 15     | 53     | 49     | +4 |
| Coppa di Germania | -     | 0       | 0       | 0       | 0       | 0       | 0       | 1            | 0            | 0            | 1            | 1            | 4            | 1      | 0      | 0      | 1      | 1      | 4      | -3 |
| Totale            | 36    | 19      | 7       | 5       | 7       | 29      | 22      | 20           | 6            | 5            | 9            | 25           | 31           | 39     | 13     | 10     | 16     | 54     | 53     | +1 |

### Andamento in campionato
| Giornata  | 1 | 2 | 3 | 4 | 5  | 6  | 7  | 8  | 9  | 10 | 11 | 12 | 13 | 14 | 15 | 16 | 17 | 18 | 19 | 20 | 21 | 22 | 23 | 24 | 25 | 26 | 27 | 28 | 29 | 30 | 31 | 32 | 33 | 34 | 35 | 36 | 37 | 38 |
| --------- | - | - | - | - | -- | -- | -- | -- | -- | -- | -- | -- | -- | -- | -- | -- | -- | -- | -- | -- | -- | -- | -- | -- | -- | -- | -- | -- | -- | -- | -- | -- | -- | -- | -- | -- | -- | -- |
| Luogo     | T | C | T | C | T  | C  | T  | C  | T  | C  | T  | C  | T  | C  | T  | C  | T  | T  | C  | C  | T  | C  | T  | C  | T  | C  | T  | C  | T  | C  | T  | C  | T  | C  | T  | C  | C  | T  |
| Risultato | N | V | V | P | P  | N  | P  | V  | V  | P  | V  | V  | P  | P  | V  | P  | V  | N  | P  | N  | P  | V  | P  | N  | N  | P  | N  | V  | V  | V  | P  | N  | P  | V  | P  | P  | N  | N  |
| Posizione | 7 | 4 | 3 | 5 | 10 | 12 | 16 | 15 | 10 | 14 | 9  | 5  | 8  | 9  | 9  | 9  | 8  | 10 | 12 | 11 | 14 | 10 | 12 | 12 | 12 | 13 | 12 | 12 | 10 | 8  | 9  | 9  | 11 | 9  | 11 | 13 | 14 | 15 |

Legenda:

Luogo: C = Casa; T = Trasferta. Risultato: V = Vittoria; N = Pareggio; P = Sconfitta.

### Statistiche dei giocatori
| Giocatore      | 2. Bundesliga | 2. Bundesliga | 2. Bundesliga | 2. Bundesliga | Coppa di Germania | Coppa di Germania | Coppa di Germania | Coppa di Germania | Totale   | Totale | Totale      | Totale     |
| Giocatore      | Presenze      | Reti          | Ammonizioni   | Espulsioni    | Presenze          | Reti              | Ammonizioni       | Espulsioni        | Presenze | Reti   | Ammonizioni | Espulsioni |
| -------------- | ------------- | ------------- | ------------- | ------------- | ----------------- | ----------------- | ----------------- | ----------------- | -------- | ------ | ----------- | ---------- |
| C. Akonnor     | 26            | 3             | 4             | 0             | 1                 | 0                 | 1                 | 0                 | 27       | 3      | 5           | 0          |
| M. Beck        | 32            | 8             | 3             | 0             | 1                 | 0                 | 1                 | 0                 | 33       | 8      | 4           | 0          |
| A. Brandts     | 35            | 0             | 8             | 0             | 1                 | 1                 | 0                 | 0                 | 36       | 1      | 8           | 0          |
| R. Deffke      | 33            | 14            | 7             | 0             | 0                 | 0                 | 0                 | 0                 | 33       | 14     | 7           | 0          |
| S. Ertl        | 7             | 0             | 0             | 0             | 1                 | 0                 | 0                 | 0                 | 8        | 0      | 0           | 0          |
| M. Golchert    | 0             | 0             | 0             | 0             | 0                 | 0                 | 0                 | 0                 | 0        | 0      | 0           | 0          |
| D. Hupe        | 30            | 0             | 2             | 0             | 0                 | 0                 | 0                 | 0                 | 30       | 0      | 2           | 0          |
| F. Klemmer     | 9             | 0             | 1             | 0             | 0                 | 0                 | 0                 | 0                 | 9        | 0      | 1           | 0          |
| A. Köhler      | 13            | 0             | 5             | 1             | 1                 | 0                 | 0                 | 0                 | 14       | 0      | 5           | 1          |
| D. Lottner     | 38            | 5             | 4             | 1             | 1                 | 0                 | 0                 | 0                 | 39       | 5      | 4           | 1          |
| M. Luhr        | 0             | 0             | 0             | 0             | 0                 | 0                 | 0                 | 0                 | 0        | 0      | 0           | 0          |
| A. Matysek     | 37            | 0             | 1             | 0             | 1                 | 0                 | 0                 | 0                 | 38       | 0      | 1           | 0          |
| M. Mink        | 24            | 0             | 4             | 0             | 1                 | 0                 | 0                 | 0                 | 25       | 0      | 4           | 0          |
| N. Niedziella  | 16            | 1             | 5             | 1             | 0                 | 0                 | 0                 | 0                 | 16       | 1      | 5           | 1          |
| J. Niggemann   | 30            | 1             | 3             | 0             | 1                 | 0                 | 0                 | 0                 | 31       | 1      | 3           | 0          |
| R. Präger      | 37            | 6             | 3             | 0             | 1                 | 0                 | 0                 | 0                 | 38       | 6      | 3           | 0          |
| J. Radschuweit | 32            | 4             | 7             | 1             | 1                 | 0                 | 0                 | 0                 | 33       | 4      | 7           | 1          |
| V. Röhrich     | 5             | 0             | 0             | 0             | 0                 | 0                 | 0                 | 0                 | 5        | 0      | 0           | 0          |
| H. Schneider   | 32            | 2             | 5             | 1             | 1                 | 0                 | 1                 | 0                 | 33       | 2      | 6           | 1          |
| M. Stammann    | 15            | 1             | 1             | 0             | 0                 | 0                 | 0                 | 0                 | 15       | 1      | 1           | 0          |
| J. Svinggaard  | 25            | 4             | 3             | 0             | 1                 | 0                 | 0                 | 0                 | 26       | 4      | 3           | 0          |
| W. Wiesner     | 1             | 0             | 0             | 0             | 0                 | 0                 | 0                 | 0                 | 1        | 0      | 0           | 0          |
| D. de Wit      | 14            | 3             | 6             | 0             | 0                 | 0                 | 0                 | 0                 | 14       | 3      | 6           | 0          |